# Luniup
Luniup is een bestuurslaag in het regentschap Timor Tengah Utara van de provincie Oost-Nusa Tenggara, Indonesië. Luniup telt 979 inwoners (volkstelling 2010).